# Pocosin

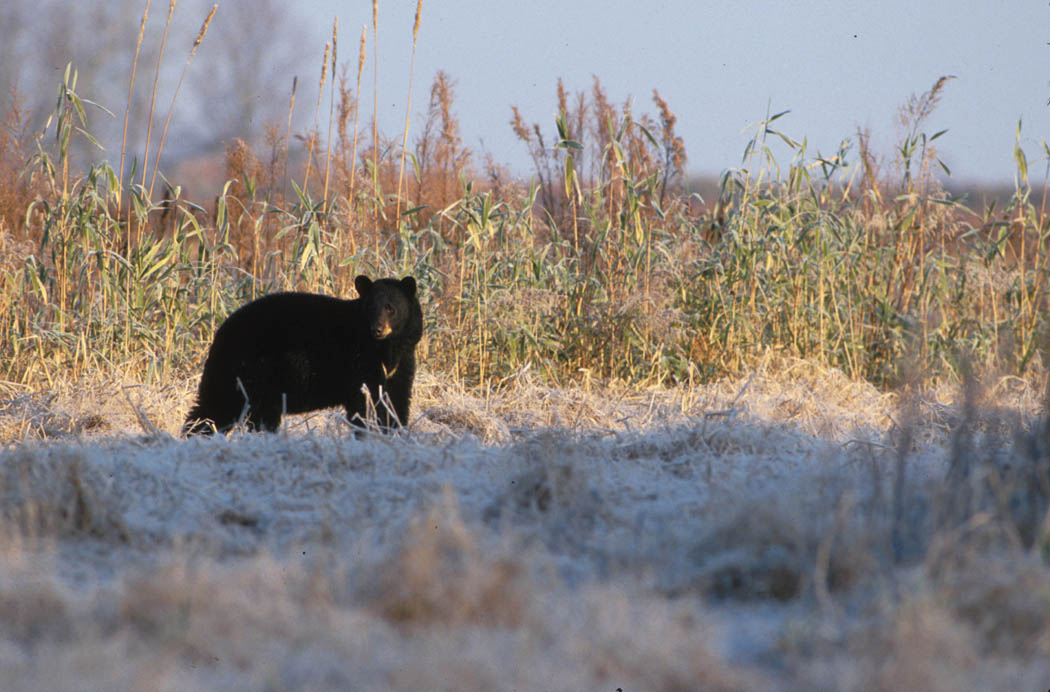
Orso nero in un pocosin della Carolina del Nord (Pocosin Lakes National Wildlife Refuge).

Negli Stati Uniti si definiscono pocosin quelle zone umide costituite da terreno acido, sabbia e torba che si trovano principalmente lungo la costa della Carolina del Nord. Il nome deriva senza dubbio dal termine pakwesen della lingua algonchina che significa «luogo poco profondo».